# Виша (Калинковичский район)
Виша (бел. Віша) — деревня в Озаричском сельсовете Калинковичского района Гомельской области Белоруссии.

## Происхождение названия
Название деревни Виша произошло от реки Виша, на которой стоит деревня.
Согласно В.Н. Топорову и О.Н. Трубачеву, гидроним Виша имеет балтское происхождение и сближается с лит. Viešia. А. Ванагас указывает, что ряд литовских гидронимов, включая Viešia, произошли от корня vieš- с разными расширениями (-t-, -n-, -men-): Viešėtė, Viešinta, Viešvė, Viešmuo. Значение корня vieš- - "течь, бежать", особенно с учетом лит. viešmuo "ручей".

## География

### Расположение
В 38 км на северо-запад от Калинкович, 22 км от железнодорожной станции Холодники (на линии Жлобин — Калинковичи), 154 км от Гомеля.

### Гидрография
На востоке мелиоративные каналы и река Виша (приток реки Ипа).

## Транспортная сеть
Транспортные связи по просёлочной, затем автомобильной дороге Калинковичи — Бобруйск. Планировка состоит из прямолинейной почти меридиональной улицы, которая на юге раздваивается. Застройка двусторонняя, деревянная усадебного типа.

## История
Обнаруженное археологами городище под местным названием Окоп (в 2 км на юг от деревни) свидетельствует о заселении этих мест с давних времён. По письменным источникам известна с XVIII века как владение Готовских. В 1856 году помещик владел 1370 десятинами земли и маслабойней. На кладбище действовала церковь. Согласно переписи 1897 года рядом находился одноимённый фольварк. В 1908 году в Крюковичской волости Речицкого уезда Минской губернии. В 1930 году организован колхоз, работала кузница. Во время Великой Отечественной войны 33 жителя погибли на фронте. Согласно переписи 1959 года в составе совхоза «Березнянский» (центр — деревня Крюковичи).
До 12 ноября 2013 года входила в Крюковичский сельсовет. После упразднения сельсовета присоединена к Озаричскому сельсовету.

## Население
- 1834 год — 12 дворов.
- 1897 год — 11 дворов 81 житель (согласно переписи).
- 1908 год — 32 двора, 146 жителей, в фольварке 15 жителей.
- 1917 год — в деревне 27 дворов, в фольварке 6 дворов.
- 1959 год — 207 жителей (согласно переписи).
- 2004 год — 20 хозяйств, 31 житель.